# Dichochrysa heudei
Dichochrysa heudei är en insektsart som först beskrevs av Navás 1934.  Dichochrysa heudei ingår i släktet Dichochrysa och familjen guldögonsländor. Inga underarter finns listade i Catalogue of Life.